# Taepodong-2
O Taepodong-2 (TD-2, também chamado de Paektusan-2), é uma designação usada para indicar um projeto de míssil balístico norte-coreano com três estágios que é sucessor do Taepodong-1. Atualmente, os detalhes do míssil são poucos conhecidos. No dia 5 de julho de 2006, foi testado, e falhou entre 35 a 40 segundos após o lançamento, caindo seus destroços no Oceano Pacífico.
Baseando-se no tamanho do míssil, da composição do combustível utilizado, e sua provável capacidade de combustível, estima-se que uma variante do míssil com dois estágios teria um alcance de 4.000 km, e uma variante de três estágios seria capaz alcançar até 10.000 km.
Cada estágio do míssil seria acionado por aproximadamente 100 segundos, assim permitindo que o míssil funcione por cerca de cinco minutos. No alcance máximo deste míssil, estima-se uma capacidade de carga útil de 500 kg. Se isto seria suficiente para carregar uma ogiva nuclear projetada pela Coreia do Norte é atualmente desconhecido, pois se assume que este país não desenvolveu um artefato nuclear de pequena dimensão e peso.

## Detalhes
Existem poucos detalhes a respeito das especificações técnicas deste míssil, muito disso pela própria natureza do estado norte-coreano, uma das nações mais fechadas do mundo, e também pela natureza militar do projeto. Segundo informações que estão no domínio público, mesmo a denominação Taepodong-2 é uma designação aplicada por agências de inteligências e imprensa fora da Coreia do Norte.
Presume-se ser um sucessor do Taepodong-1. A primeira fase do míssil TD-2 usa provavelmente um motor com propulsão por combustível líquido, com circunferência de 2,2 m, e a segunda fase utiliza provavelmente um míssil Nodong-1 modificado para funcionar na atmosfera superior e carregando um terceiro estágio propelido a combustível sólido. Dependendo do alcance, a capacidade de carga útil estimada podia variar entre 500 e 1000 kg, fazendo este míssil ter o potencial para carregar uma ogiva com explosivos convencionais e/ou armas químicas ou biológicas e, dependo da tecnologia empregada, também uma ogiva nuclear. Em seu alcance máximo, estima-se que o Taepodong-2 possua uma capacidade de carga útil de aproximadamente 500 kg. No momento atual, a Coreia do Norte não demonstrou habilidade de produzir um veículo de reentrada (ogiva) que funcione a contento e especula-se sobre a capacidade norte-coreana em miniaturizar uma arma nuclear para acondicioná-la em um míssil.